# Skims
 (транскр.  Скимс) је америчко предузеће чија је кључна делатност производња доњег веша. Основали су га Ким Кардашијан, Ема Греде и Јенс Греде. Од септембра 2023. производи доњи веш за играче НБА. У јулу 2023. вредност предузећа премашила је 4 милијарде долара. Прва Skims продавница у Србији биће отворена у јуну 2024. у Београду.